# Simon Elliott
Simon John Elliott (Wellington, 10 de Junho de 1974) é um ex-futebolista profissional neozelandês.

## Carreira
Elliott fez parte do elenco da Seleção Neozelandesa de Futebol nas Olimpíadas de 2008 e da Copa do Mundo de 2010.